# Hoop en Verwachting (waterschap)
Hoop en Verwachting is een voormalig waterschap in de provincie Groningen.
De noordgrens van het waterschap was het voormalige Hoendiep (tegenwoordig het Van Starkenborghkanaal). De oostgrens van het waterschap was het Hoendiep, het Niekerkerdiep en de Maarsdijk. De zuidgrens werd gevormd door de Redendijk. Het Langs- of Wolddiep vormde de westgrens.

## Groote Polder van Oldekerk en Niekerk
De bemaling gebeurde aanvankelijk door middel van twee molens aan de noordgrens, beide uit 1801, die uitsloegen op het Hoendiep. De molen De Hoop stond aan de Katerhals, de molen De Verwachting stond aan het Lutjediep. De bouw van molens was het gevolg van het samengaan van verschillende kleine (niet nader genoemde) polders onder de naam de Groote Polder van Oldekerk en Niekerk.
In 1879 werd ter vervanging van beide molens een stoomgemaal gesticht dat uitsloeg op het Niekerkerdiep en dat de naam Hoop en Verwachting kreeg. Het waterschap kreeg toen ook een nieuwe naam.
Waterstaatkundig gezien ligt het gebied sinds 1995 binnen dat van het waterschap Noorderzijlvest.

## Wijksterpolder
Bijna terloops merkt Geertsema op dat de Wijksterpolder niet betrokken was bij de fusie van de Groote Polder. Dit waterschap wordt echter verder niet afzonderlijk genoemd in zijn standaardwerk. Het is dan ook onduidelijk is waar deze polder moet hebben gelegen. Hij staat ook niet aangegeven op de bij het boek behorende kaarten. De plaats De Wijk midden in het gebied van Hoop en Verwachting. Het kan dus zijn dat het om een private onderbemaling gaat.